# 森栄蔵
森 栄蔵（もり えいぞう、1873年10月15日 - 1945年6月23日）は、日本の政治家。衆議院議員（1期）。

## 経歴
奈良県出身。吉野郡会議員、同参事会員、奈良県会議員、所得税調査委員、大淀村長、吉野鉄道、大和鉄道、南和鉄道各(株)取締役、吉野製薬(株)取締役社長、(株)森組取締役となる。
1937年の第20回衆議院議員総選挙において奈良県全県区(当時)から立憲政友会公認で立候補して当選した。2年後、選挙法違反により議員を失職となった。1945年死去。